# باغ‌وحش لیسبون
باغ‌وحش لیسبون (به پرتغالی: Jardim Zoologico de Lisboa) یک باغ‌وحش در لیسبون، پرتغال است. این بنا در سال ۱۸۸۴ گشایش یافت که حاصل تلاش‌های دکتر ون دل لان مالک بزرگ‌ترین پرورشگاه پرندگان در پرتغال که با حمایت از بنتو د سوزا، سوزا مارتینز و می فیگورا همراه بود. در سال ۱۹۰۵ باغ‌وحش به محل فعلی خود در لیسبون منتقل شد.

حدود ۲٬۰۰۰ جانور از بیش از ۳۰۰ گونه نشان داده شده‌است:
- پستانداران ۱۱۴ گونه
- پرنده ۱۵۷ گونه
- خزندگان ۵۶ گونه
- دوزیستان و بندپایان ۵ گونه

مأموریت باغ‌وحش لیسبون شامل حفظ و پرورش گونه‌های در معرض خطر و همچنین تحقیقات علمی و فعالیت‌های آموزشی و تفریحی است. حدود ۸۰۰٬۰۰۰ نفر سالانه به این باغ‌وحش می‌روند.